# Яремчук: Незрівнянний світ краси
«Яремчук: Незрівнянний світ краси» — український документальний фільм режисера Артема Григоряна та продюсерів Марії Яремчук і Максима Сердюка про українського популярного співака Назарія Яремчука.
Документальна біографічна драма показує історію першої української попзірки Назарія Яремчука.
Перемога на конкурсі «Пісня-71» з «Червоною рутою», творчий шлях з ВІА «Смерічка», загибель Володимира Івасюка, гастролі різними континентами, виступи в Чорнобилі — через спогади близьких, особисті щоденники та ексклюзивні хроніки фільм розповідає про його життя та шлях до міжнародної слави.
Прем'єра стрічки відбулася 23 червня 2024 року на фестивалі глядацького кіно «Миколайчук OPEN» у місті Чернівці, на якому «Яремчук: Незрівнянний світ краси» став фільмом-закриття. В український прокат картина вийшла 8 серпня 2024 року. За перший вікенд стрічка зібрала 1,9 млн.грн Загальні касові збори — понад 15,9 млн гривень (дані FILM.UA Distribution).
Виробництво фільму здійснено компанією «KNIFE! Films». Кінотеатральну дистрибуцію в Україні здійснює «FILM.UA Distribution».
З 11 вересня 2024 року стрічка доступна на «Netflix», а з 12 вересня 2024 року на «Київстар ТБ».
За перший вікенд на «Netflix» документальна стрічка «Яремчук: Незрівнянний світ краси» увійшла до трійки найпопулярніших фільмів серед користувачів в Україні[джерело?].
У вересні-жовтні 2024 року документальну драму про Назарія Яремчука переглядали у містах Сполучених Штатів Америки, «Yaremchuk: Matchless world of beauty»: Сіетл, Чикаго, Вашингтон, Стемфорд, Філадельфія, Чатгем, Індіанаполіс, Лос-Анджелес, Бруклін, Ферфакс, Детройт (https://www.uafilmusa.com/yaremchuk).
Рейтинг фільму за даними порталу IMDb 8,6/10; серед користувачів Google 91/100; Kyivstar TV 94/100; kinoafisha.ua 9,7/10

## Історія створення
Ініціатором створення фільму стала донька Назарія — Марія Яремчук. Влітку 2021 цією ідеєю співачка поділилися з тандемом продюсера Максима Сердюка та режисера Артема Григоряна (студія «KNIFE! Films»). Відтоді почалася активна робота над збором інформації, вивченням архівів, пошуком героїв та роботою над сценарієм. Зйомки інтерв'ю розпочалися у вересні того ж року, а натурні зйомки в Карпатах відбувалися вже весною 2022 — після початку повномасштабного вторгнення.
«Ідея виникла до початку повномасштабного вторгнення. На створення спонукав той факт, що очевидці та творці основ україномовної поп-сцени, естради — невічні, як би це не звучало…Ми повинні знати своїх героїв в обличчя, і зараз це вже починає бути мейнстримом, що дуже круто», — ділиться Марія Яремчук
До участі в проєкті долучилися учасники культового колективу ВІА «Смерічка», зокрема і нині покійний Левко Дутківський, які надали ґрунтовні коментарі щодо постаті Назарія. Своїми спогадами про чоловіка поділилася дружина — Дарина Яремчук — яка розповіла про шлюб з романтичним героєм, що мав мільйони шанувальниць по всьому світу. Також до фільму увійшли думки та історії його близьких колег, визнаних культурознавців та музичних оглядачів.
У процесі створення фільму творці також використали сімейні архіви виконавця (фотоальбоми та відеокасети), архіви героїв фільму, а також матеріали, що зберігаються в Центральному державному аудіовізуальному та електронному архіві.
Фільм названо за піснею Незрівнянний світ краси, яку написали восени 1969 року спеціально для Назарія Яремчука композитор Левко Дутківський і поет Анатолій Фартушняк. Пісня стала першим музичним записом Назарія Яремчука, увійшла у три альбоми Назарія і ВІА «Смерічка». Разом з «Червоною рутою» і «Водограєм» Яремчук вважав її найбільш значущою у своїй творчості.

###### Творча команда
- Режисер-постановник: Артем Григорян
- Автор сценарію: Ярослав Коротков
- Продюсери: Марія Яремчук, Максим Сердюк
- Продюсерка постпродакшну: Ксенія Шубеляк
- Оператор-постановник: Ілля Михайлусь
- Лінійний продюсер: Максим Іщенко
- Композитор: Михайло Клименко
- Звукорежисер: Дмитро Олексюк

## Назарій Яремчук
Назарій Яремчук — естрадний співак, народний артист УРСР та Герой України, виняткова особистість, чиїм голосом ширилася світом українська культура. Він — чи не єдиний представник української поп-сцени радянського періоду, чию творчість було визнано по всьому світу: разом із ВІА «Смерічка» виконавець гастролював навіть за часів так званої «залізної завіси».
«Назарій Яремчук — особистість, яка йшла своїм шляхом, зробила українську пісню модною на всю Україну та світ. Усе його життя було переплетене з фундаментальними подіями нашої країни. Тому цей фільм зокрема і про історію України, і про музичну сцену 1970–80-х. Дуже хочеться, щоб якомога більше людей, ще більше молоді подивилися і зрозуміли, яку спадщину артист по собі залишив. Щось буває модним або актуальним певний період, але Назарій Яремчук, його особистість та музика — поза часом», — продюсер фільму «Яремчук: Незрівнянний світ краси» Максим Сердюк.

## Кінотеатральний прокат
В український кінотеатральний прокат фільм «Яремчук: Незрівнянний світ краси» вийшла 8 серпня 2024 року. Дистриб'ютор в Україні — компанія «FILM.UA Distribution». За перший вікенд стрічка зібрала 1,9 млн.грн Загальні касові збори — понад 15,2 млн гривень.

## Фестивалі
Фестиваль глядацького кіно «Миколайчук OPEN» (2024) — позаконкурсна програма, фільм-закриття фестивалю.